# Mycerinus (geslacht)
Mycerinus is een kevergeslacht uit de familie van de boktorren (Cerambycidae). De wetenschappelijke naam van het geslacht werd voor het eerst geldig gepubliceerd in 1857 door Thomson.

## Soorten
Mycerinus omvat de volgende soorten:
- Mycerinus brevis (Aurivillius, 1914)
- Mycerinus densepunctatus Breuning, 1967
- Mycerinus dorcadioides (Audinet-Serville, 1835)
- Mycerinus punctiventris (Kolbe, 1893)
- Mycerinus subcostatus (Kolbe, 1894)